# Josef Walcher
Josef Walcher, né le 8 décembre 1954 à Schladming et décédé dans un accident de ski le 22 janvier 1984 à Schladming, était un skieur alpin autrichien.

## Décès
Alors qu'il s'était retiré de la compétition après une ultime saison en 1982, il ouvre une auberge et un chalet où il loue des skis. Il s'occupe également de ses trois enfants et c'est au début de l'année 1984 qu'il décide de rechausser les skis pour une bonne cause. A Schladming, il participe à une descente, et un déséquilibre sur la dernière bosse avant la ligne d'arrivée le fait lourdement chuter. Victime d'une fracture de la nuque, il décède lors de son transfert à l'hôpital.

## Palmarès

### Jeux olympiques d'hiver
| Épreuve / Édition | Descente | Slalom géant | Slalom |
| JO 1976 Innsbruck | 9e       | —            | —      |

### Championnats du monde
| Épreuve / Édition                    | Descente | Slalom géant | Slalom | Combiné |
| JO 1976 Innsbruck                    | 9e       | —            | —      | —       |
| Mondiaux 1978 Garmisch-Partenkirchen | Or       | —            | —      | —       |

### Coupe du monde
- Meilleur résultat au classement général : 7e en 1978
  - 5 victoires : 5 descentes

#### Saison par saison
- Coupe du monde 1973 :
  - Classement général : 28e
- Coupe du monde 1974 :
  - Classement général : 29e
- Coupe du monde 1975 :
  - Classement général : 23e
- Coupe du monde 1976 :
  - Classement général : 30e
- Coupe du monde 1977 :
  - Classement général : 8e
    - 2 victoires en descente : Morzine II et Heavenly Valley I
- Coupe du monde 1978 :
  - Classement général : 7e
    - 2 victoires en descente : Kitzbühel I et Kitzbühel II
- Coupe du monde 1979 :
  - Classement général : 39e
    - 1 victoire en descente : Val Gardena I
- Coupe du monde 1980 :
  - Classement général : 22e
- Coupe du monde 1981 :
  - Classement général : 41e
- Coupe du monde 1982 :
  - Classement général : 50e

### Arlberg-Kandahar
- Meilleur résultat : 5e place dans la descente 1981 à Sankt Anton